# Czerweno zname Sofia
Czerweno zname Sofia (bułg. ДСО "Червено знаме" (София)) – bułgarski klub piłkarski z siedzibą w stolicy kraju, mieście Sofia, działający w latach 1949–1963.

## Historia
Chronologia nazw:
- 10.1949: Czerweno zname Sofia (bułg. ДСО "Червено знаме" (София))
- 1963: klub rozwiązano – po dołączeniu do CSKA Sofia, zmieniając nazwę na CSKA "Czerweno zname" Sofia (bułg. ЦСКА "Червено знаме" (София))

Dobrowolna Organizacja Sportowa Czerweno zname została założona w Sofijskiej dzielnicy Geo Miłew w październiku 1949 roku w wyniku połączenia miejscowych klubów: Sredec i Sportist. Przed rozpoczęciem mistrzostw 1950 został organizowany turniej kwalifikacyjny wśród klubów sofijskich w celu uzupełnienia elitarnej grupy, w którym awans uzyskało pięć najlepszych drużyn z Sofii. Zespół zajął czwarte miejsce i zakwalifikował się do pierwszej ligi bułgarskiej - Grupy A. W swoim pierwszym sezonie drużyna zajęła wysokie 6. miejsce. W następnym 1951 roku zespół znów był szóstym. Jednak po zakończeniu sezonu postanowiono aby ograniczyć dominację drużyn z Sofii w Grupie A, liczbę drużyn spadających i awansujących ograniczyć do pięciu zespołów. Tak jak mistrz Grupy B – Udarnik – pochodzi z Sofii, to czwarty sofijski zespół z Grupy A, którym zostało "Czerweno zname", musiał grać baraże z wicemistrzem Grupy B – Łokomotiwem. Czerweno zname przegrało baraże 0:2, 0:1 i opuściło bułgarską ekstraklasę.
Następnie przez 5 lat (1952-1956) brał udział w mistrzostwach Grupy B. W 1957 roku liczbę Grupy B zredukowano z siedmiu do dwóch - Północną B RFG i Południową B RFG, a klub spadł z Grupy B. Od 1957 roku występował w niższych ligach bułgarskiej hierarchii.
W 1963 roku podczas kolejnej państwowej reformy piłki nożnej klub, grający wówczas w Grupie W, został połączony z CSKA Sofia w CSKA "Czerwono zname".
W 1985 roku klub odłączył się od CSKA i przez kilka sezonów grał w Południowo-Zachodniej Grupie W, trzeciej lidze krajowej.

## Barwy klubowe, strój, herb, hymn
|  |  |

Klub ma barwy czerwono-białe. Piłkarze domowe spotkania zazwyczaj grają w czerwonych koszulkach, czerwonych spodenkach oraz czerwonych getrach.

## Sukcesy

### Trofea międzynarodowe
Do chwili obecnej klub jeszcze nigdy nie zakwalifikował się do rozgrywek europejskich.

### Trofea krajowe
| \| \| Zdobyte trofea w rozgrywkach Bułgarii (stan na: 31-05-2024) \| |                                                             |      |                                  |
| Rozgrywki                                                            | Osiągnięcie                                                 | Razy | Sezon(y)                         |
| · Mistrzostwo                                                        | I miejsce                                                   | 0    |                                  |
| · Mistrzostwo                                                        | II miejsce                                                  | 0    |                                  |
| · Mistrzostwo                                                        | III miejsce                                                 | 0    |                                  |
| · Mistrzostwo                                                        | 6.miejsce                                                   | 2    | 1950, 1951                       |
| Puchar                                                               | zdobywca                                                    | 0    |                                  |
| Puchar                                                               | finalista                                                   | 0    |                                  |
| Puchar                                                               | ćwierćfinalista                                             | 2    | 1950, 1951                       |
| II liga                                                              | I miejsce                                                   | 0    |                                  |
| II liga                                                              | II miejsce                                                  | 0    |                                  |
| II liga                                                              | III miejsce                                                 | 2    | 1949 (gr.Sofia), 1953 (gr.Sofia) |
| Bułgaria                                                             | Zdobyte trofea w rozgrywkach Bułgarii (stan na: 31-05-2024) |      |                                  |

## Poszczególne sezony

### Rozgrywki międzynarodowe

#### Europejskie puchary
Nie uczestniczył w rozgrywkach europejskich.

### Rozgrywki krajowe
| \| Bułgaria \| Bilans występów klubu w rozgrywkach piłkarskich Bułgarii (Stan na 31 maja 2025 r.) \| \| |                                                                                    |        |       |   |   |   |    |    |     |                    |        |        |       |
| Poziom                                                                                                  | Rozgrywki                                                                          | Sezony | Mecze | Z | R | P | B+ | B– | Pkt | Lata               | Awanse | Spadki | Naj.  |
| I | Nacionałna futbołna diwizija / Dyrżawno pyrwenstwo                                 | 2      |       |   |   |   |    |    |     | 1950–1951          | 0      | 1      | 6     |
| II | B RPG / Wtora PFG / Pyrwa PFL / B PFG / Wtora PFL                                  | 6      |       |   |   |   |    |    |     | 1949, 1952–1956    | 1      | 1      | 3     |
| III | Treta amatorska futbołna liga                                                      | 2+     |       |   |   |   |    |    |     | 1957–195?, 1962/63 | 0      | 1      | 4     |
| IV | Obłastna futbołna liga                                                             | 1+     |       |   |   |   |    |    |     | 19??–1962          | 1      | 0      | ?     |
| | Puchar Bułgarii                                                                    | 2      |       |   |   |   |    |    |     | 1950–1951          | 0      | 0      | 1/4 f |
| Bułgaria                                                                                                | Bilans występów klubu w rozgrywkach piłkarskich Bułgarii (Stan na 31 maja 2025 r.) |        |       |   |   |   |    |    |     |                    |        |        |       |

## Struktura klubu

### Stadion
Drużyna rozgrywała swoje mecze domowe w Sofii na stadionie Czerweno zname, który może pomieścić 8.000 widzów.

## Kibice i rywalizacja z innymi klubami

### Derby
- Akademik Sofia
- CSKA Sofia
- Lewski Sofia
- Łokomotiw Sofia
- Septemwri
- Sławia Sofia
- Spartak Sofia
- Stroiteł Sofia
- Torpedo Sofia
- WWS Sofia
- Zawod 12 Sofia